# Медаль «За хоробрість» (Російська Федерація)
Медаль «За хоробрість» — державна нагорода Російської Федерації. Заснована Указом Президента Російської Федерації від 23 березня 2023 № 185 «Про деякі питання вдосконалення державної нагородної системи Російської Федерації».

## Положення про медаль
Медаллю нагороджуються громадяни Російської Федерації «за хоробрість та мужність, виявлені в ході виконання бойових та інших операцій із захисту Вітчизни та державних інтересів Російської Федерації, а також щодо підтримки чи відновлення міжнародного миру та безпеки». Передбачено нагородження медаллю іноземних громадян та осіб без громадянства. Допускається посмертне нагородження медаллю.
Медаль «За хоробрість» має два ступені, найвищим ступенем медалі є I ступінь. Нагородження медаллю проводиться послідовно, від нижчого ступеня до вищого.
Носиться медаль на лівому боці грудей і розташовується після медалі «За відвагу».. Нагороджені медалями I та II ступеня носять їх, розташовуючи послідовно. Для особливих випадків та можливого повсякденного носіння передбачено носіння мініатюрної копії медалі «За хоробрість», яка розташовується після мініатюрної копії медалі «За відвагу».

При носінні на форменому одязі стрічки медалі «За хоробрість» на планці вона розташовується після стрічки медалі «За відвагу».

## Опис

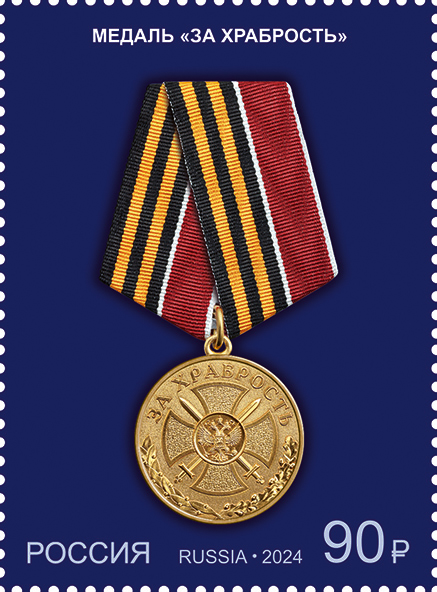
Медаль «За хоробрість» на поштовій марці Росії 2024 року

Медаль «За хоробрість» виготовляється зі срібла, вона має форму кола діаметром 32 міліметри з опуклим бортиком з обох боків.
На аверсі медалі розташовано рельєфне зображення рівнокінцевого хреста з розширюваними, увігнутими по сторонах і закругленими кінцями, між якими вміщено два мечі, що перехрещуються. У центрі хреста розміщений круглий медальйон із вузькою опуклою облямівкою. У полі медальйона розташовується рельєфне зображення Державного герба Російської Федерації. Вгорі медалі, по колу, напис: «ЗА ХОРОБРІСТЬ». Внизу медалі по колу — рельєфне зображення лаврової та дубової гілок. На реверсі медалі, у нижній частині, зазначається номер медалі. Медаль I ступеня є позолоченою.
Медаль за допомогою вушка та кільця з'єднується з п'ятикутною колодкою, обтягнутою шовковою муаровою стрічкою. Права половина стрічки — кольорів ордена Мужності, ліва половина стрічки — кольорів ордена Святого Георгія. Ширина стрічки становить 24 міліметри.
Мініатюрна копія медалі «За хоробрість» носиться на колодці. Діаметр мініатюрної копії медалі — 16 міліметрів. При носінні на форменому одязі стрічки медалі використовується планка заввишки 8 міліметрів, ширина стрічки — 24 міліметри.

Стрічка медалі «За хоробрість» І ступеня на планці має по центру зображення римської цифри «І», II ступеня — зображення римської цифри «II» (золотистого кольору, висота — 7 міліметрів).